# شطيرة بوظة
شطيرة آيسكريم أي شطيرة البوظة هي حلوى مثلجة تتكون من البوظة بين اثنين من الوافلات أو الرقائق أو الكوكيات أو نوع آخر من البسكويت المشابه بها. 

## إيران

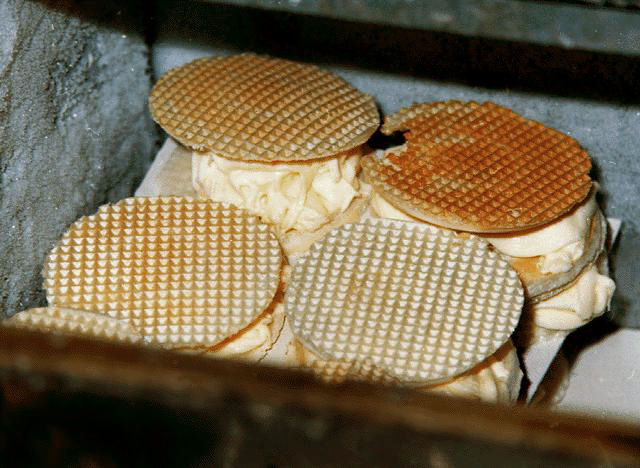
بستنى ناني الإيراني التقليدي

شطيرة البوظة التقليدية في إيران تسمى «بستنى ناني» ومعناه خبز-بوظة. تتكون من «نانى» البوظة التقليدية الإيرانية في قطعتين من الوافل. البوظة الإيرانية عادة تتكون من الحليب المهتز والبيض والسكر والزعفران وسحلب وماء الورد والفانيليا.